# Caça de aves aquáticas

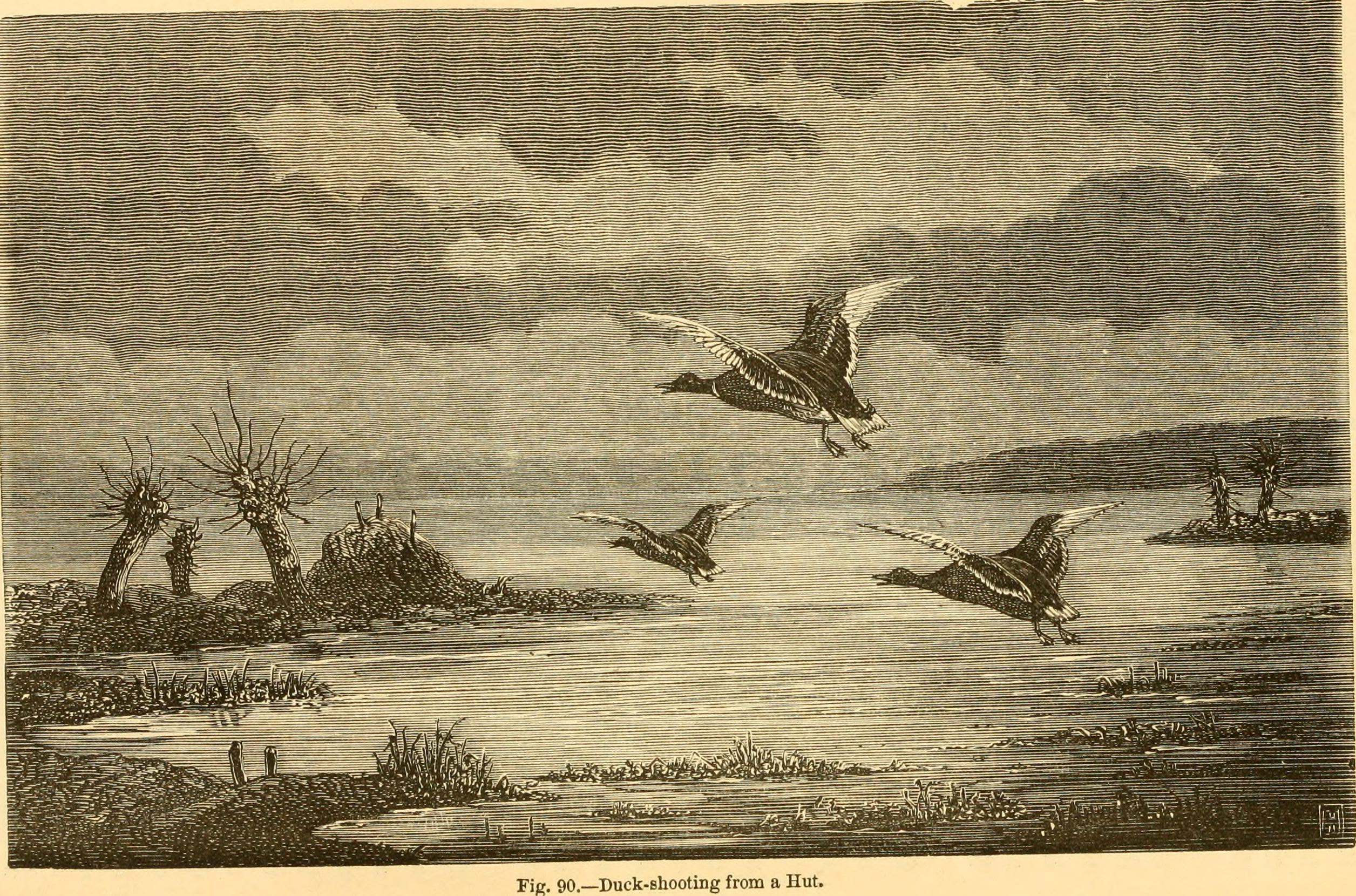
Uma ilustração do livro "Reptiles and birds"; Um relato popular das várias espécies; com uma descrição dos hábitos e economia dos mais interessantes (1869) intitulado "atirando em patos de uma cabana".

A caça de aves aquáticas (ou "Waterfowl hunting" nos EUA, ou "wildfowling" ou "waterfowl" no Reino Unido)
é a prática de caçar patos, gansos ou outras aves aquáticas para fins alimentares e desportivos.
Muitos tipos de patos e gansos compartilham o mesmo habitat, têm temporadas de caça sobrepostas ou idênticas e são caçados usando os mesmos métodos. Assim, é possível abater diferentes espécies de aves aquáticas na mesma temporada. As aves aquáticas podem ser caçadas em campos de cultivo onde se alimentam ou, mais frequentemente, perto de corpos d'água, como rios, lagos, lagoas, pântanos, lamaçais ou linhas costeiras oceânicas.

## Histórico

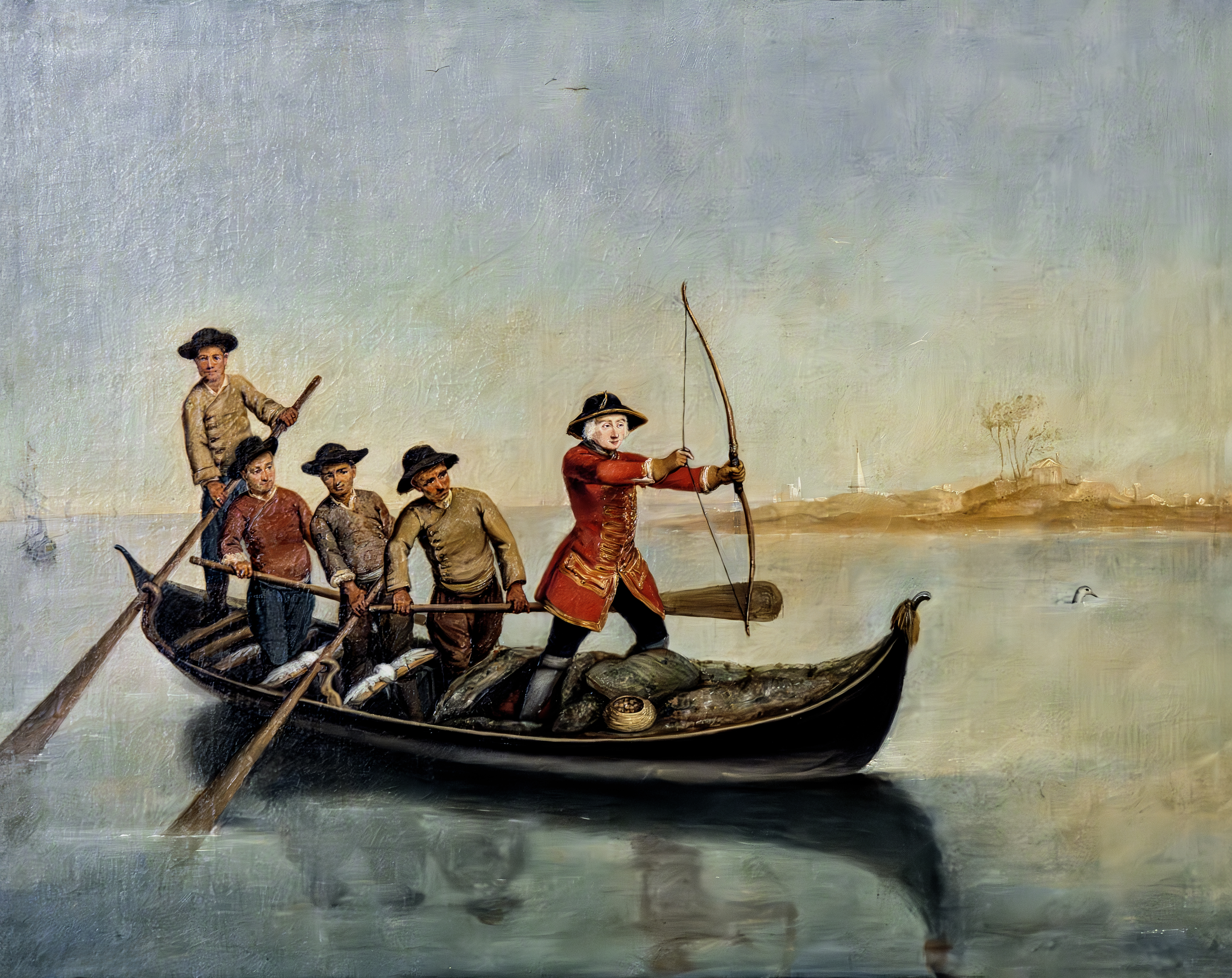
Quadro "Duck Hunters on the Lagoon" de Pietro Longhi (ca. 1760).

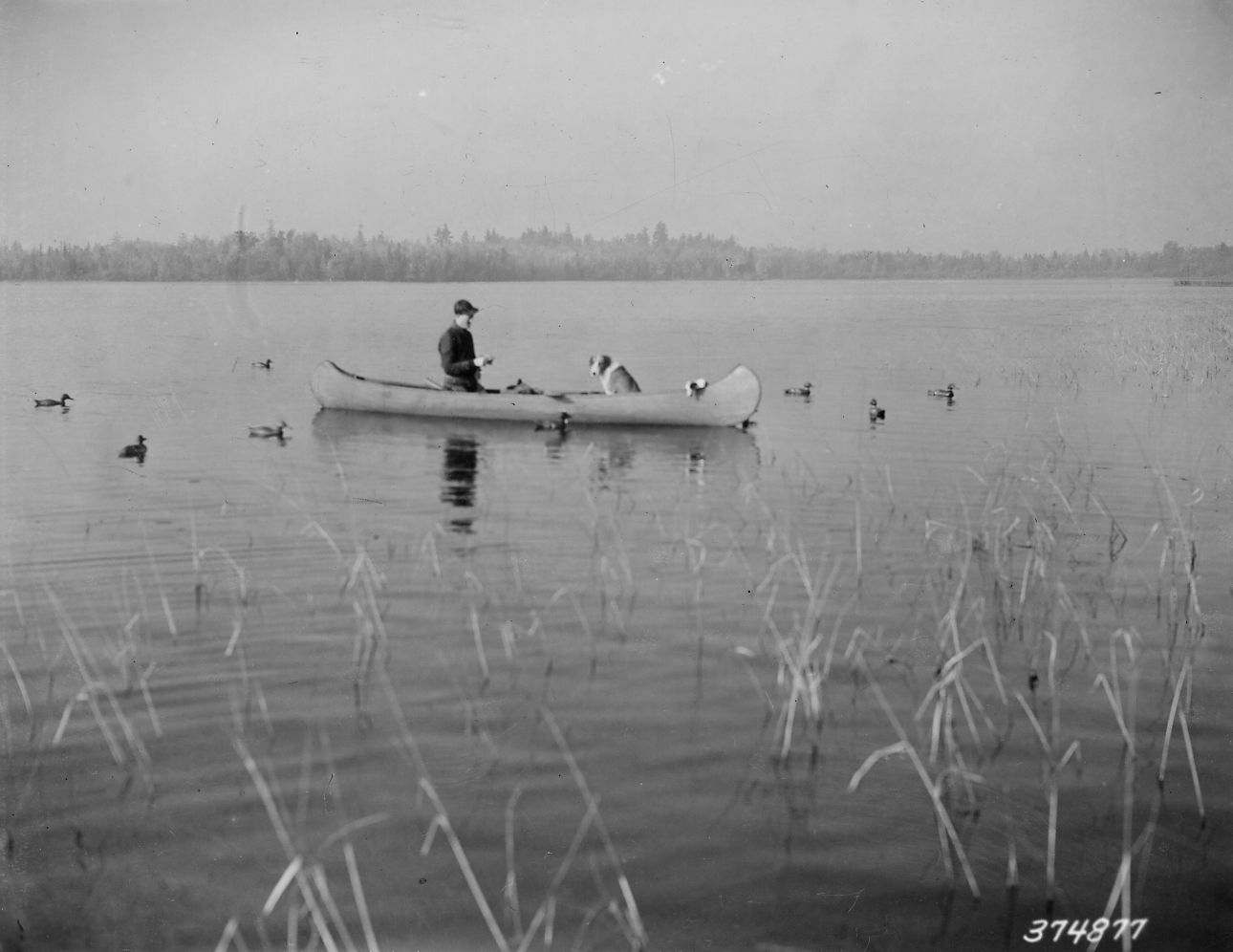
Um caçador de patos com seu cachorro em um lago na Floresta Nacional Chippewa em uma fotografia tirada em 27 de novembro de 1938 por um funcionário do Departamento de Agricultura dos Estados Unidos. Patos de chamariz podem ser vistos ao redor da canoa.

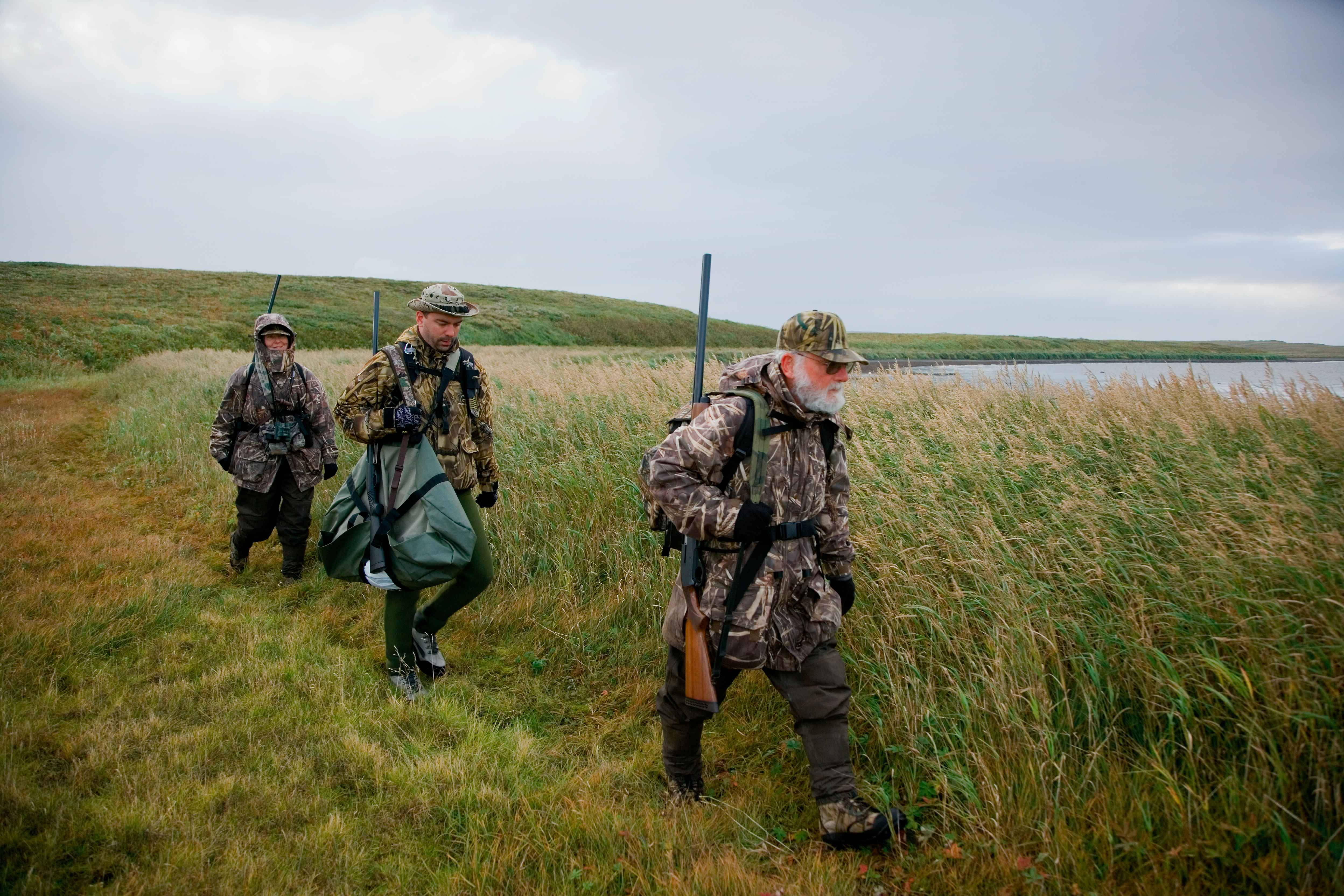
Três caçadores de aves aquáticas com vestes camufladas e armados com espingardas.

### Caça pré-histórica de aves aquáticas
Aves aquáticas selvagens são caçadas em busca de alimento, penugem e penas em todo o mundo desde os tempos pré-históricos. Patos, gansos e cisnes aparecem em pinturas rupestres europeias da última Idade do Gelo, e um mural na tumba do Antigo Egito de Khnumhotep II (c. 1900 aC) mostra um homem em uma cortina de caça capturando patos nadadores em uma armadilha. Os patos almiscarados foram retratados na arte da cultura Moche do antigo Peru por volta de 200 aC, e provavelmente foram caçados por muitas pessoas nas Américas antes disso.

### Ascensão da caça às aves aquáticas moderna
A caça com espingardas começou no século XVII com a espingarda de fecho de mecha. Posteriormente, foram usadas espingardas de pederneira e espingardas de percussão. As espingardas eram carregadas com pólvora negra e balas de chumbo disparadas através do cano do século XVII ao final do século XIX. A transição de armas de pederneira para armas de fogo de percussão e por retrocarga foi amplamente impulsionada por inovações feitas por fabricantes de armas ingleses como Joseph Manton, época em que a caça silvestre era extremamente popular na Inglaterra como um passatempo e como um meio de ganhar a vida, conforme descrito pelo coronel Peter Hawker em seus diários. Os "canos de Damasco" são seguros para atirar (quando testados) apenas com cargas de pólvora negra. Quando a pólvora sem fumaça foi inventada no final do século XIX, CANOS de aço foram feitos. Os "canos de Damasco", feitos de aço retorcido e rebatido, não suportavam a alta pressão da pólvora sem fumaça. Fred Kimble, Tanner e Adam, caçadores de patos de Illinois, inventaram o "choke" da espingarda em 1886. É uma constrição na extremidade do cano. Esse dispositivo permitiu um tiro de longo alcance com a espingarda e regulava o agrupamento do disparo mais estreito ou mais largo de acordo com o tipo de "choke" que está sendo usado. Até 1886, as espingardas tinham canos cilíndricos sem estrangulamento que só eram eficazes até 25 metros, por isso a caça ao pato era feita à "queima-roupa". Depois de 1886, os caçadores profissionais podiam atirar em distâncias mais longas de até 45 metros com um cano de estrangulamento máximo e abater mais aves aquáticas. As espingardas tornaram-se maiores e mais poderosas à medida que os canos de aço passaram a ser usados, de modo que o alcance foi estendido para sessenta metros.
As espingardas por ação de bombeamento foram inventadas no final do século XIX, e as semiautomáticas calibre 12 foram desenvolvidas por John Browning no início do século XX, o que permitia que os caçadores profissionais usassem um carregador de quatro cartuchos (cinco incluindo o da câmara) para abater uma revoada de patos na água ou matá-los à noite, a fim de matar um grande número de aves aquáticas para os mercados comerciais. Mesmo durante os anos da Grande Depressão, um par de patos "canvasbacks" podia ser vendido para restaurantes antes que a legislação e as organizações de caça pressionassem por maior fiscalização. Uma vez que os caçadores de aves aquáticas tivessem acesso a essas armas, isso tornaria esses homens caçadores profissionais mais proficientes. Essas armas podiam disparar de cinco a sete tiros, portanto, os caçadores estavam tendo "safras" maiores.
Os primeiros colonizadores europeus na América caçavam aves aquáticas com grande zelo, pois o suprimento de aves aquáticas parecia ilimitado nas regiões costeiras do Atlântico. Durante as migrações de outono, os céus se encheram de aves aquáticas. Lugares como Chesapeake Bay, Delaware Bay e Barnaget Bay foram amplamente usados para caça.
À medida que mais imigrantes vieram para a América no final dos séculos XVIII e XIX, a necessidade de mais alimentos tornou-se maior. A caça profissional começou a tomar forma, para abastecer a população local que vivia ao longo da costa atlântica com patos e gansos frescos. Os homens entravam em barcos de madeira e saíam para as baías para caçar, às vezes com grandes espingardas. Eles trariam de volta um ou dois barris de madeira cheios de patos a cada dia. Patos vivos eram usados como iscas, assim como milho ou outros grãos, para atrair aves aquáticas.
A ascensão da caça moderna de aves aquáticas está ligada à história da espingarda, que dispara um padrão de projéteis redondos tornando mais fácil atingir um alvo em movimento. No século XIX, os bandos aparentemente ilimitados de patos e gansos nas rotas atlântica e do Mississippi da América do Norte foram a base para uma próspera indústria comercial de caça de aves aquáticas. Com o advento das "punt gun" - enormes espingardas montadas em barcos que podiam disparar meio quilo de chumbo por vez - os caçadores podiam matar dezenas de pássaros com um único tiro. Esta era a espingarda de calibre quatro e seis. Este período de intensa caça comercial de aves aquáticas é vividamente retratado no romance histórico de James Michener, "Baía de Chesapeake".
Embora comestíveis, os cisnes não são caçados em muitas culturas ocidentais devido aos regulamentos de caça, e os cisnes eram historicamente uma prerrogativa real. Os cisnes são caçados nas regiões árticas.